# Bob Random
Bob Random (né le 29 janvier 1943) est un acteur canadien qui a joué dans les films et à la télévision du milieu des années 1960 à la fin des années 1980.

## Rôles de télévision et de film
Random a tendance à jouer des rôles dramatiques, dans des programmes tels que Dr. Kildare, M. Novak, Ben Casey et Lassie, ou des séries Western telles que Gunsmoke, Le Virginien, Le Cheval de fer et The Legend of Jesse James. Il a également fait des comédies occasionnellement, notamment The Dick Van Dyke Show et Gidget (dans un rôle récurrent en tant qu'ami de Gidget, Mark).
Il est apparu dans Propriété interdite (1966) et Tick... Tick... Tick et la violence explosa (1970). Les Maraudeurs de Mosby (1967), dans lesquels il jouait le soldat Lomax, ont été repris plus tard dans Le Monde merveilleux de Disney sous le titre Willie and the Yank. Ses dernières apparitions ont eu lieu dans un épisode de Get Christie Love et comme le motard Reaper dans les deuxième et troisième films de The Danger Zone, succédant à Robert Canada, qui interprétait le personnage dans l'original.
Random joue le rôle de John Dale dans le film De l'autre côté du vent d'Orson Welles, sorti finalement en 2018. Random est apparu aux côtés de John Huston, Peter Bogdanovich et Dennis Hopper.

## Vie privée
Random a divorcé d’Ida Random, qui a été nommée aux Oscars en 1988 pour la meilleure décoration artistique sur Rain Man. Random réside actuellement près de Qualicum Beach en Colombie-Britannique.